# Estáter

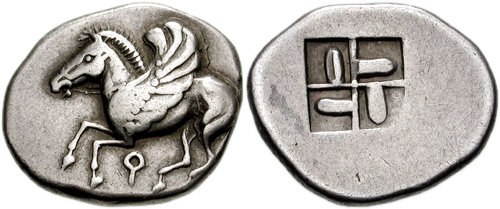

Estáter é uma moeda antiga usada em diversas regiões da Grécia. Eram feitas de ouro ou prata. É originado do termo grego isthmi, istemi, verbo que também significa "fixar", "instituir", nos trazendo a ideia de que o estáter era o valor e moeda instituída e fixada como base no sistema monetário grego. Foi encontrado no interior do peixe que Pedro pegou com anzol, a mando de Jesus, a fim de pagar o tributo de ambos (Mt 17:27).